# 陳嘯風
陳嘯風（1965年—），名武勇，字嘯風，號南山道人、仙華山人，齋號洞天閣、常晚堂等，浙江浦江人，中國畫家，書法家，國家一級美術師，新浙派人物畫理論學者。

## 生平
陳嘯風生于浙江省浦江县巧溪村。其幼年曾於浦江當地鄉賢處研習吳昌碩、张书旂、吳茀之、任伯年、鄭祖緯等書畫。中學期間偶得古本《芥子園》，潛心研習，受益良多。青年時期赴杭州，師從吳山明教授，後就讀於南開大學，畫風受北派影響，逐漸呈現南北交融特點。1986年於浦江首次舉辦個人畫展。1988年創辦青年美術學會，任首屆会长，1989年至1990年兼任杭州湖墅書畫社社長，後考入南開大學東方藝術系首屆本科生班。1995年6月長達12米巨幅創作《罪惡鐵證》被南開大學收藏，後赴杭州參與創辦大震國學。1996年12月於中國書畫藝術節舉辦個人畫展。自2002年起任武林書畫院院長，兼任南昌理工學院客座教授、文化部文化艺术管理委员会、中国美术研究院研究员。2008年汶川大地震後，為汶川災區救援工作創作並捐贈畫作，籌募救災資金。2009年杭州大劇院舉辦陳嘯風人物畫展。2012年浦江美術館舉辦陳嘯風中國畫展。2014年東陽市博物館舉辦陳嘯風水墨人物畫展。

## 作品
其代表作有《杭州西湖天下景》、《罪惡鐵證》、《中土神韻》等。出版有《嘯風人物畫集》、《陳嘯風畫集》、《畫格》等书籍。

## 藝術特色
陳嘯風作品的筆墨語言秉承浙派水墨，取法上溯至宋元諸家，並融合了南北宗的用筆特点。其作品以人物为主，間或山水、花鳥蘭竹，意境清麗空淳、簡逸高古。陳嘯風書法瘦勁開張，道法自然。在藝術創作上融合繪畫、書法與篆印章法，繼承和發揚了新浙派人物畫的寫意性水墨語言，並將之與傳統文人畫相連結，提倡傳統士人精神的復興。
陳嘯風強調畫格與人品的關係，曾言：“人品不高、落墨無法。只有注重人品藝德這個先天的先決條件的人，才可能有美好的藝術產生。”他對“學畫貴先立品”古訓尤為推崇，強調“德為治學為人之本”，認為優秀的傳統文化是為人求藝之本。